# Psittacella picta
Psittacella picta là một loài chim trong họ Psittacidae.
Loài này sinh sống ở Tây Papua, Indonesia, Papua New Guinea.